# Acronicta nobilis
Acronicta nobilis är en fjärilsart som beskrevs av Charles Stuart Gregson 1864. Acronicta nobilis ingår i släktet Acronicta och familjen nattflyn. Inga underarter finns listade i Catalogue of Life.